# Antoni Morral i Berenguer
|  | Antoni Morral redirigeix aquí. Per al pidolaire i predicador protestant, vegeu Antoni Morral Corominas. |

Antoni Morral i Berenguer (Cerdanyola del Vallès, 26 d'agost de 1957) és un polític català. Fou batlle de Cerdanyola del Vallès entre 2003 i 2009 per Iniciativa per Catalunya Verds i va ser diputat al Parlament de Catalunya arran de les eleccions del 21 de desembre de 2017, en substitució de Joaquim Forn, que va renunciar al seu escó el 23 de gener de 2018. També va exercir de delegat del Govern a Barcelona entre el juny de 2021 i l'octubre de 2022. Va ser un dels impulsors i secretari de la Crida Nacional per la República.

## Biografia
Mestre de professió, és casat i té tres fills. Va iniciar la carrera política en la formació dels Nacionalistes d'Esquerra.

### Política local
L'any 1983 va assolir per primer cop l'acta de regidor a l'Ajuntament de Cerdanyola. Morral va ser un dels membres més importants en la fundació d'Iniciativa per Catalunya l'any 1987 tant en l'àmbit català com de la seva vila. L'any 1995 va dirigir l'àrea de Medi Ambient de la Diputació de Barcelona com a diputat provincial i va fomentar les agendes 21 locals.
Després de les eleccions de 2003, va ser escollit alcalde de Cerdanyola del Vallès gràcies a l'acord de govern entre el seu partit (ICV), ERC i CIU. Tot i que la candidata del PSC va ser qui més vots va aconseguir, Antoni Morral va obtenir els suports necessaris gràcies a l'alè de canvi que hi havia a la ciutat. Els comicis de 2007, i gràcies a un acord del seu partit (ICV) novament amb CIU, amb 12 regidors sobre un total de 25, aconseguí renovar el mandat. El suport dels regidors de la dreta espanyola del PP va ser decisiu perquè pogués tornar a ser alcalde, tot i que aquesta força política no entrà en el govern ni hi va haver cap pacte. El resultat de la consulta feu el PSC la força més votada, com en totes les eleccions municipals, però amb ina majoria insuficient per formar govern. Les negociacions entre PSC i ICV no van prosperar per la negativa del PSC a compartir l'alcaldia.
Al setembre de 2009 Morral va destituir de tots els seus càrrecs Consol Pla, a causa de l'oposició que la seva formació feia des del govern, al mateix govern. Això va afavorir la presentació d'una moció de censura signada pels grups municipals de PSC i CIU. Finalment, el 16 de desembre de 2009 es votà la moció, que fou aprovada amb una majoria absoluta de 13 (PSC +CiU) de 25 regidors del consistori i, com a conseqüència, Carme Carmona del PSC fou investida alcaldessa. Antoni Morral acabà el seu discurs al debat de la moció de censura dient "el 2011 ens trobarem i ens veurem les cares", donant per descomptat que es tornaria a presentar a les properes eleccions.
El maig de 2014 va ser elegit secretari de l'Assemblea Nacional Catalana, càrrec que va exercir durant 7 mesos.

### Diputat al Parlament de Catalunya
Impulsor de l'agrupació d'electors per fer una llista unitària a les eleccions al Parlament de Catalunya del 21 de desembre de 2017, va acabar incorporant-se a petició del president Carles Puigdemont en el número 18 a les llistes de Junts per Catalunya per la circumscripció de Barcelona. Junts per Catalunya va obtenir 17 diputats per Barcelona el 21 de desembre i Antoni Morral va entrar al Parlament després que Joaquim Forn renunciés a la seva acta de diputat, el 23 de gener de 2018.